# Gisclareny
Gisclareny è un comune spagnolo di 28 abitanti situato nella comunità autonoma della Catalogna.

## Stemma
Escut caironat: d'or, una balança de sable acompanyada a la punta d'una pinya de sinople. Per timbre una corona mural de poble.